# Фантомне поселення
Фантомні поселення або паперові містечка — населені пункти, які з’являються на картах, але насправді їх не існує.
Зазвичай це або помилка, або пастки щодо авторських прав. Помітні приклади включають Арглтон, Ланкашир, Велика Британія та Беатосу та Гоблу, США.
Аґлое, вигадане місце в окрузі Делавер (штат Нью-Йорк), стало справжнім географічним об'єктом. Місто було позначено на карті 1930-х років як пастка для авторських прав. У 1950 році там був побудований універсальний магазин, який назвали Agloe General Store, як саме це й було на карті. Таким чином фантомне поселення стало справжнім.
Існує жартівлива теорія змови про те, що німецьке місто Білефельд є фантомним поселенням, незважаючи на те, що в ньому проживає понад 300 000 людей.
Також існує схожа жартівлива теорія про те, що український Луганськ є вигаданим містом.